# Čegrane
Čegrane (albanska: Çegrani, makedonska: Чегране) är en ort i Nordmakedonien. Den ligger i den västra delen av landet, 40 kilometer väster om huvudstaden Skopje. Čegrane ligger 488 meter över havet och antalet invånare är 12 523.